# Combate de Motoni
El combate de Motoni fue un enfrentamiento entre fuerzas de ocupación bolivianas y milicias peruanas en el marco de la guerra entre Perú y Bolivia.

## Antecedentes
En 1841 el presidente del Perú Agustín Gamarra, intenta anexar Bolivia (el Alto Perú colonial), empresa que costó la vida al presidente peruano el 18 de noviembre de ese mismo año en la batalla de Ingavi. El ejército de Bolivia al mando del general José Ballivián invade el Perú ocupando Moquegua, Tacna, Tarapacá y Puno.

## El combate
El combate se inició a las tres de la tarde con las fuerzas bolivianas en el departamento de Puno. El ejército de Perú, con seiscientos soldados, se encontró en Motoni con cuatrocientos soldados bolivianos. Cien bolivianos abrieron fuego contra los peruanos y, más tarde, se enfrentaron cuerpo a cuerpo a estos. El resto del ejército boliviano se unió a la batalla y, más tarde, también se unió el resto del ejército peruano. Al final, la gran mayoría de las tropas bolivianas murieron durante el combate.
Rudecindo Beltrán dirigió personalmente el ataque contra las tropas del ejército boliviano que estaba al mando del coronel Zatizábal. Después de dos horas y media de lucha, los bolivianos fugaron dejando numerosos prisioneros y gran cantidad de armamento. Con este material se formó el famoso batallón Motoni.
Beltrán contó en esta jornada con fuerzas de caballería y artillería compuesta por guardias nacionales y la juventud de la región organizadas según los pueblos a los que pertenecían. Los vecinos de Pucará tuvieron la actuación más destacada.
El recuerdo del combate de Motoni perduró durante algún tiempo en la región. El indigenista peruano Juan Bustamante escribió en una de las páginas de su Viaje al Viejo Mundo (1845): 

"De ese mismo triunfo viene el que hasta las mujeres pucareñas recuerden con ufanía y desvanecimiento las heroicidades que sus maridos y sus hijos desplegaron en aquella batalla; hablan de ella con amor ¿Qué digo con amor? … con una suerte de delirio muy laudable. Ni es extraño, puesto que ellas mismas ayudaron al triunfo ocupándose en hacer cartuchos, conducir armas y municiones de boca y guerra al mismo campo de batalla, en el cual estimulaban a los combatientes".

Juan Bustamane Dueñas.

## Consecuencias
Las tropas bolivianas no tenían muchas armas y no tenían suficientes tropas para ocupar el sur del Perú. Al retroceder a Puno, sus tropas fueron reforzadas. En toda la guerra, la batalla de Motoni fue la más violenta en bajas de las tropas bolivianas. En síntesis, el ejército peruano logró expulsar a los bolivianos del país, amenazando nuevamente a Bolivia de sufrir una invasión. 

## Homenaje
Esta fecha es recordada como histórica por la población peruana por los héroes que pelearon en esa contienda bélica, siendo una de las últimas batallas junto con el combate de Orurillo, donde expulsaron finalmente a las últimas tropas bolivianas en territorio peruano.
El homenaje oficial contemporáneo a los héroes de la resistencia en 1842. Los vencedores de Motoni y Orurillo recibieron una medalla que llevaba la inscripción: "A los defensores de la Nación en el heroico departamento de Puno".